# Rhinopias frondosa
Poisson-scorpion feuillu, Poisson-scorpion des algues
Espèce
Synonymes
- Peoropsis frondosus (Günther, 1892)[1]
- Scorpaena frondosa  Günther, 1892[1]

Rhinopias frondosa, communément nommé Poisson-scorpion feuillu ou Poisson-scorpion des algues, est une espèce de poissons marins benthiques de la famille des Scorpaenidae, cousin des rascasses. Ce genre est classé dans les Tetrarogidae par les classifications phylogénétiques.

## Systématique
L'espèce Rhinopias frondosa a été initialement décrite en 1892 par le zoologiste allemand Albert Günther (1830-1914) sous le protonyme de Scorpaena frondosa,.

## Distribution et habitat
L'espèce se rencontre dans la zone tropicale centrale Indo-Pacifique et la zone occidentale tropicale de l'océan Indien (île Maurice comprise).
Profondeur de 5 à 40 m voire plus. Cette espèce apprécie les pentes de récif corallien ou caillouteuses avec une grande densité d'algues.

## Description
Le Poisson-scorpion feuillu est un poisson de petite taille pouvant atteindre 23 cm de long.
Corps comprimé latéralement, doté d'une nageoire dorsale semi-voilée partant de derrière la tête jusqu'à pratiquement rejoindre la base supérieure de la nageoire caudale. Les rayons de la nageoire dorsale sont proéminents et venimeux. Rhinopias frondosa se maintient au substrat et se déplace à l'aide de ses nageoires pectorales. Sa couleur varie du vert olive au rouge en passant par le brun et le mauve.
Les espèces du genre Rhinopias ont toutes en commun une tête disproportionnée par rapport au reste du corps, avec une bouche protubérante quelque peu "en trompette" et des excroissances charnues sur la tête et le corps.
Il y a souvent confusion entre les différentes espèces de Rhinopias, voici quelques éléments permettant de les distinguer :
Rhinopias eschmeyeri peut être aisément confondu avec Rhinopias frondosa et Rhinopias aphanes, ces derniers se distinguent de leur proche cousin, entre autres, par une nageoire dorsale dont les rayons des épines sont bien distincts et elle ne forme pas un voile continu comme pour Rhinopias eschmeyeri.
Ensuite les trois espèces sont dotées d'une paire de "visières" au-dessus des yeux, celles de Rhinopias eschmeyeri sont "pleines" et sans excroissances par rapport à ses cousins.
Rhinopias frondosa se distingue de Rhinopias aphanes par l'absence de contour noir autour des marbrures du corps, alors que ces contours sont présents pour Rhinopias aphanes.

## Alimentation
Le Poisson-scorpion feuillu se nourrit de petits poissons, de crevettes et autres petits crustacés passant à sa portée.

## Comportement
Rhinopias frondosa est une espèce benthique, nocturne, qui chasse à l'affût en attendant le passage de ses proies potentielles.

## Galerie

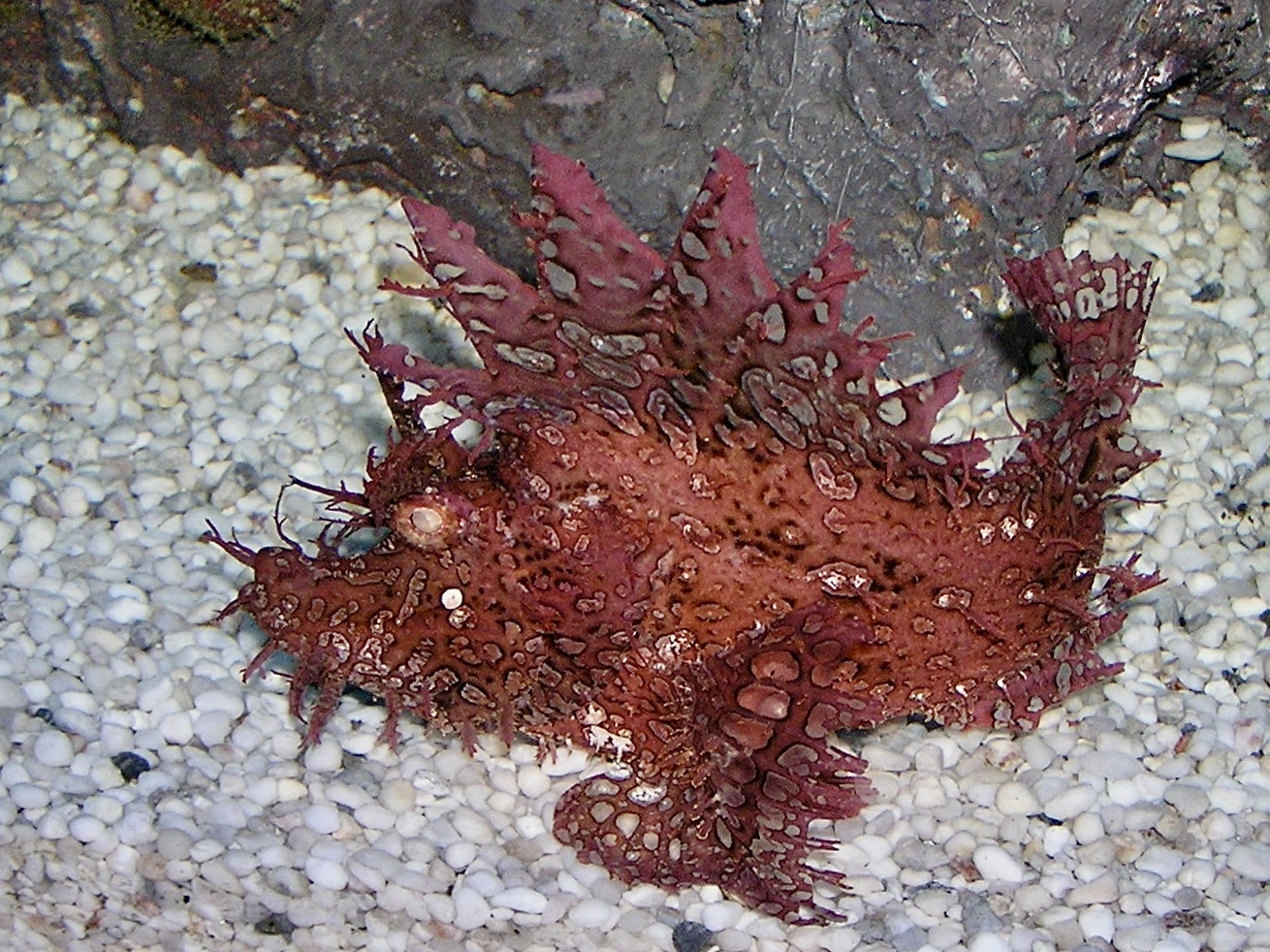
Poisson-scorpion feuillu, aquarium Sea Life Bangkok Ocean World, Bangkok, Thaïlande
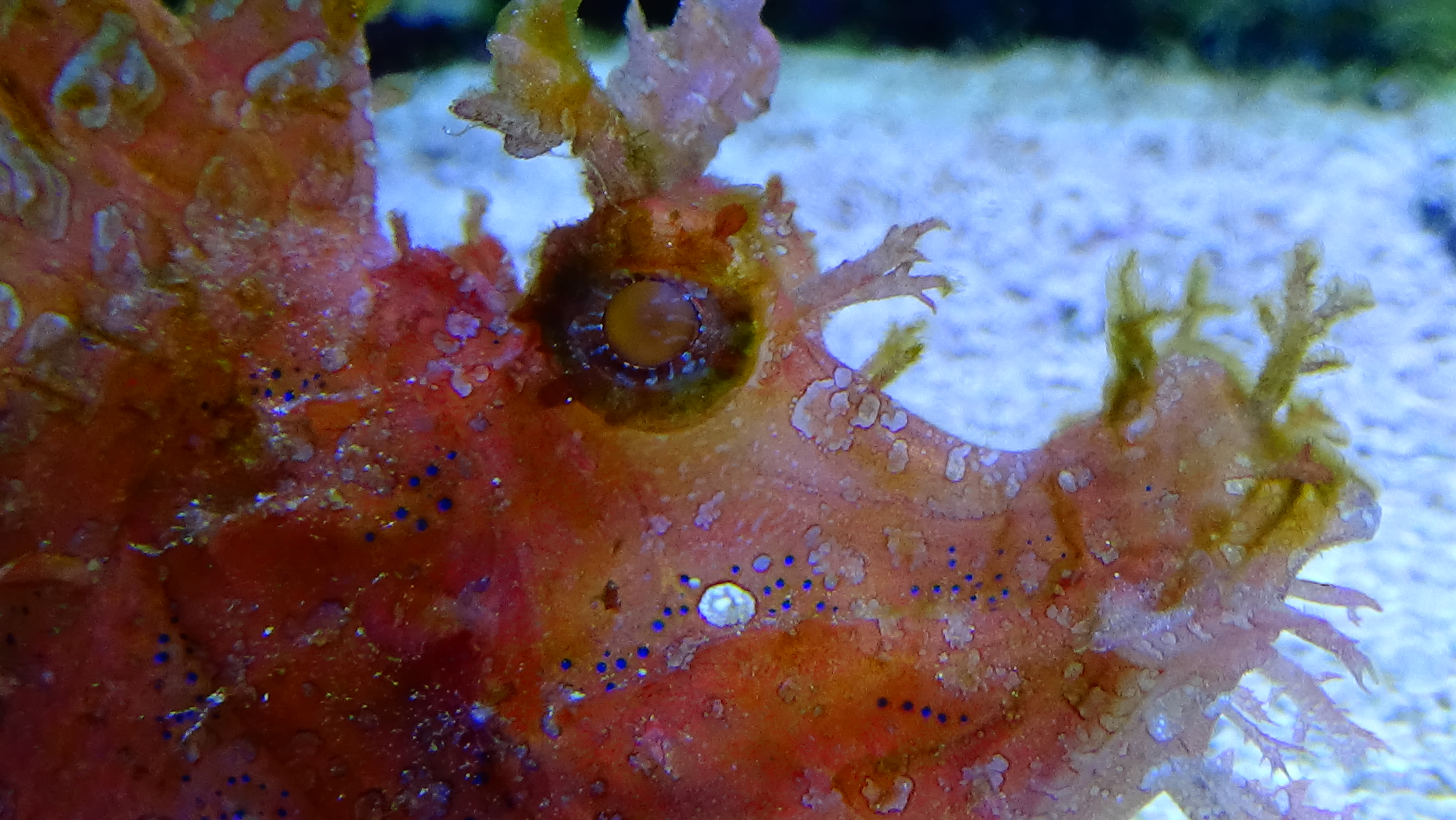
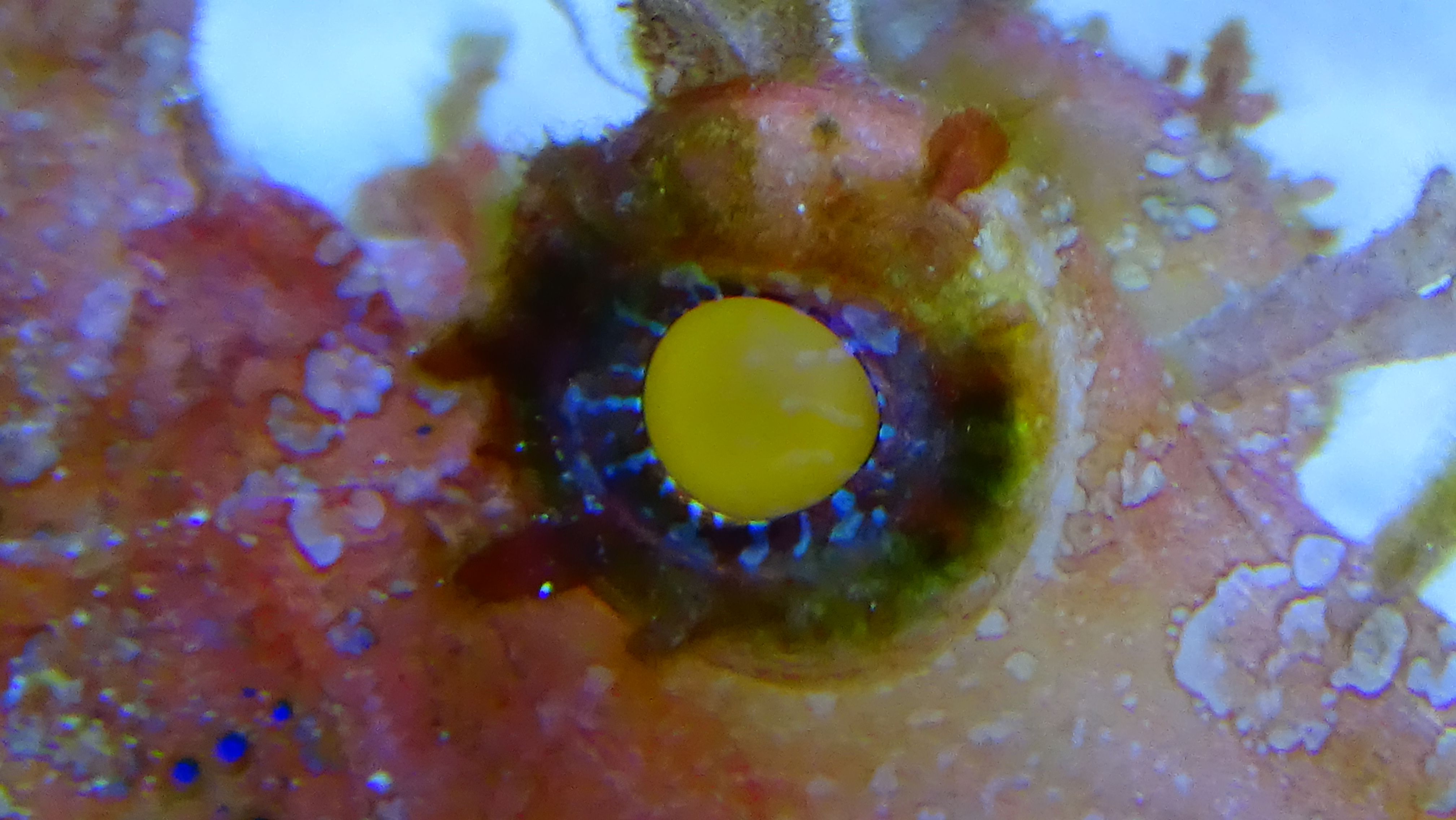
Œil, gros plan.
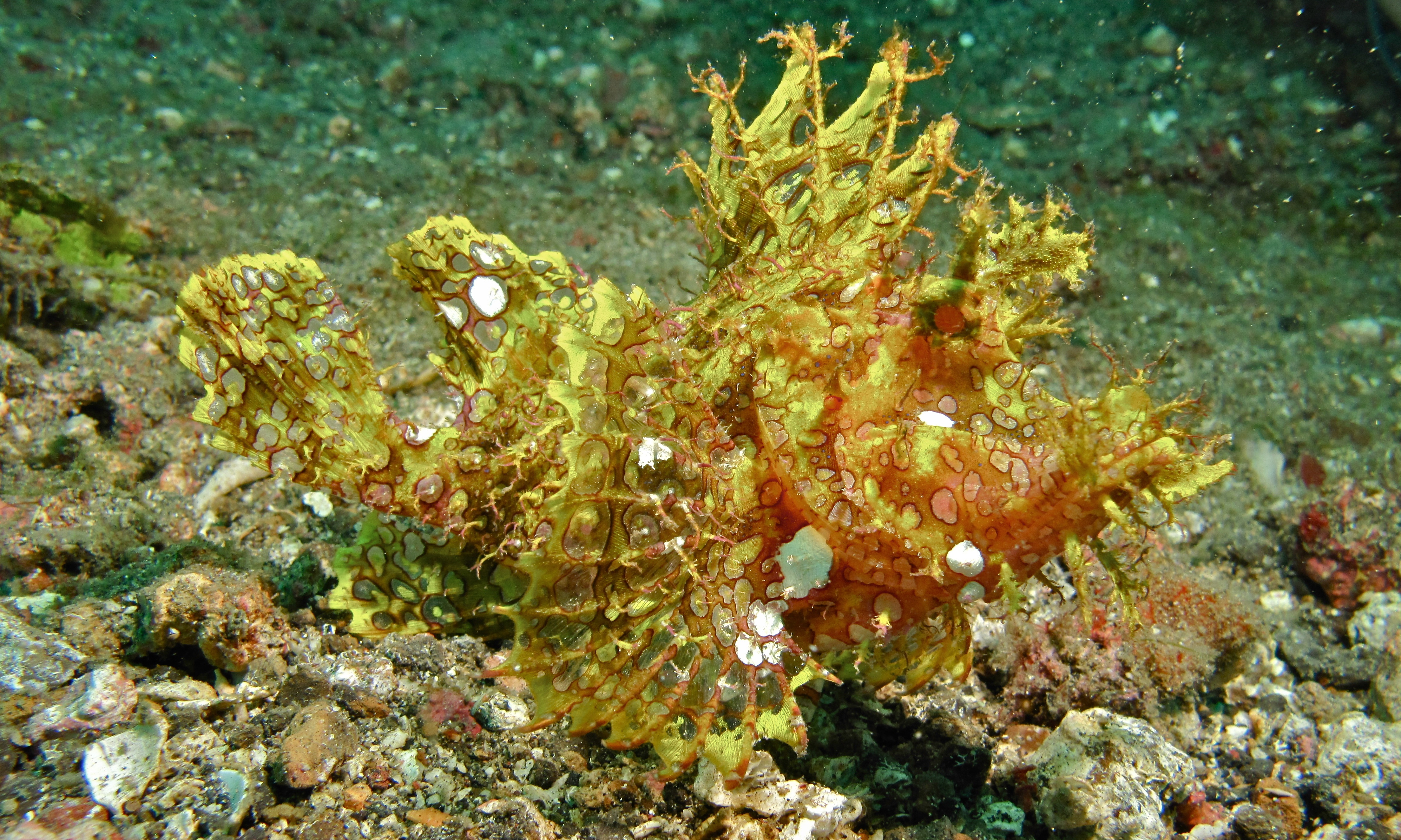
Sulawesi, Indonésie.

## Étymologie
Son épithète spécifique, du latin frondosa, « ramifié ou plein de feuilles », lui a probablement été donné en référence aux longs tentacules charnus, simples ou frangés à l'extrémité, couvrant presque toutes les parties du corps.

## Publication originale
- (en) A. Günther, « Description of a remarkable Fish from Mauritius, belonging to the Genus Scorpœna », Proceedings of the Zoological Society of London, Londres, ZSL, vol. 59, no 4,‎ juin 1892, p. 482-483 (ISSN 0370-2774, OCLC 1779524, BNF 32843178, DOI 10.1111/J.1096-3642.1891.TB01774.X, lire en ligne).